# Trois monts Dewa
Les trois monts Dewa (出羽三山, Dewa sanzan) sont un groupe de montagnes du Japon situé dans la ville de Tsuruoka (préfecture de Yamagata), dans la région de Tōhoku, sur l'île de Honshū.

## Site religieux
Les trois montagnes qui composent les trois monts de Dewa, les monts Haguro, Gassan et Yudono, forment un site religieux sacré. Elles appartiennent à la ville de Tsuruoka, dans l'ancienne province de Dewa, actuellement la préfecture de Yamagata, depuis la fin du XIXe siècle.
Les trois monts Dewa, et plus particulièrement Haguro, bien qu'étant originellement des sites majoritairement bouddhiques à tendance shinto, ont été marqués par la séparation religieuse de l'ère Meiji (1868-1912), durant laquelle de nombreux sites religieux bouddhiques furent transformés (contre le gré des moines) en bâtiments shinto, cette dernière étant considérée comme étant la « vraie religion d'État » du Japon. C'est ainsi qu'au mont Haguro on trouve le sanctuaire shintō Sanjingôsaiden (山神合祭殿) et que les images bouddhiques à l'intérieur de la pagode à cinq étages (qui est un bâtiment purement bouddhique) ont été remplacées par des idoles shintō. Sanctifiés par le shintoïsme et particulièrement par le culte ascétique shugendō, les trois monts de Dewa sont un lieu de pèlerinage, décrit par le poète Matsuo Bashō dans son carnet de voyage La Sente étroite du Bout-du-Monde.
Au pied du mont Haguro se dresse une pagode à cinq étages datant de 1372 et classée trésor national depuis 1966.

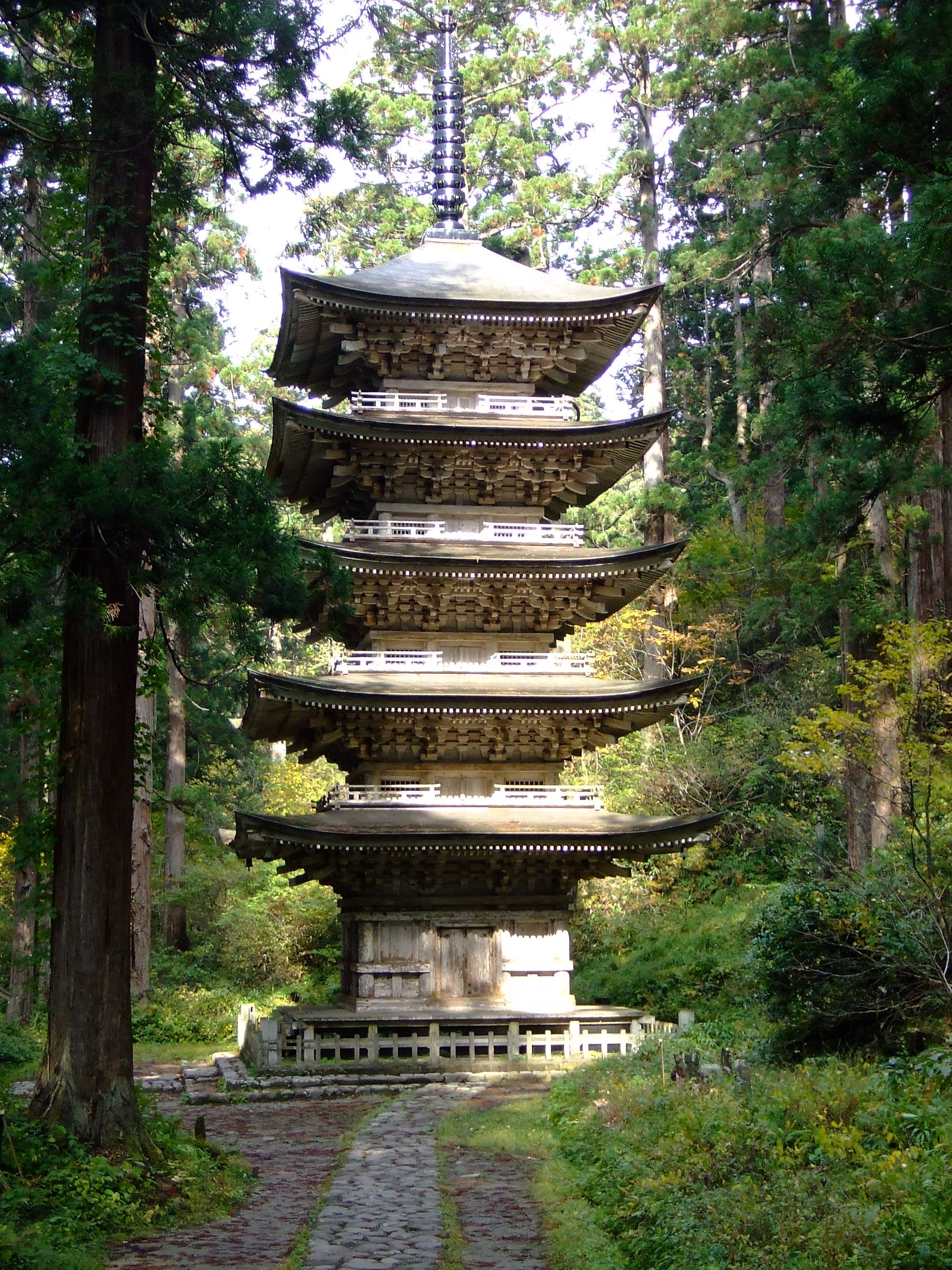
La pagode à cinq étages du mont Haguro.

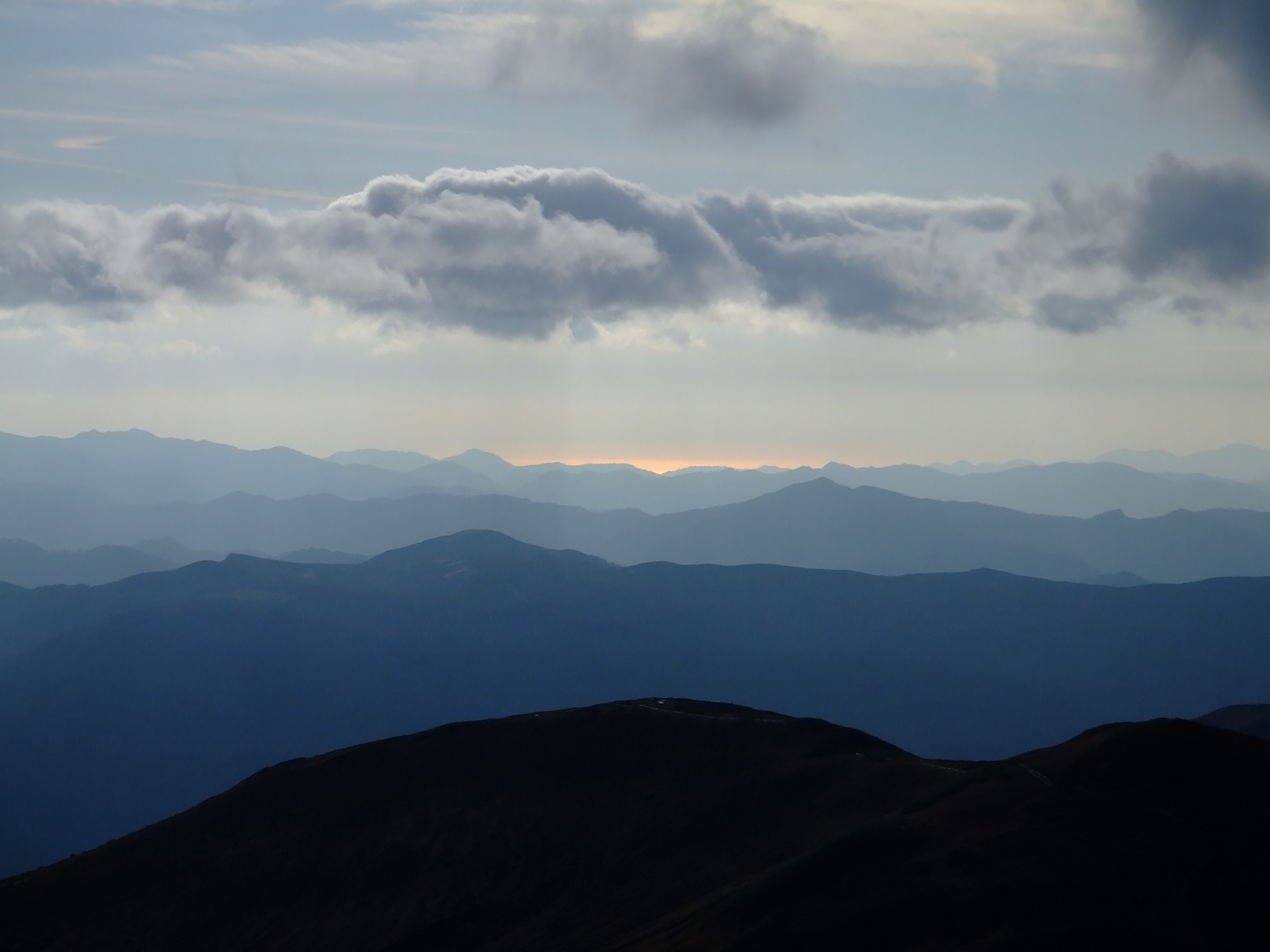
Vue du mont Gassan.